# NGC 1020
NGC 1020 (również PGC 10018) – galaktyka soczewkowata (S0), znajdująca się w gwiazdozbiorze Wieloryba. Odkrył ją 15 stycznia 1865 roku Albert Marth.